# Giuseppe Cindolo
Giuseppe Cindolo (né le 5 août 1945 à Avellino) est un athlète italien spécialiste du fond. Il mesurait 1,73 m pour 60 kg.

## Biographie

### Palmarès
| Date | Compétition           | Lieu  | Résultat | Épreuve  | Performance    |
| ---- | --------------------- | ----- | -------- | -------- | -------------- |
| 1967 | Jeux méditerranéens   | Tunis | 3e       | 5 000 m  | 14 min 05 s 0  |
| 1970 | Universiade d'été     | Turin | 3e       | 5 000 m  | 14 min 01 s 4  |
| 1971 | Jeux méditerranéens   | Izmir | 3e       | 10 000 m | 28 min 59 s 0  |
| 1974 | Championnats d'Europe | Rome  | 3e       | 10 000 m | 28 min 27 s 05 |
| 1974 | Championnats d'Europe | Rome  | 7e       | Marathon | 2 h 20 min 28  |

### Records
| Épreuve       | Performance     | Lieu | Date |
| ------------- | --------------- | ---- | ---- |
| 10 000 mètres | 28 min 27 s 05  | Rome | 1974 |
| Marathon      | 2 h 11 min 45 s |      | 1975 |